# سیارک ۱۵۴۶۲
سیارک ۱۵۴۶۲ (به انگلیسی: 15462 Stumegan، نامگذاری:1999AV1) پانزده هزار و چهارصد و شصت و دومین سیارک کشف شده‌است که در ۸ ژانویه ۱۹۹۹ کشف شد.
قدر مطلق سیارک برابر ۲۸.۲ است.